# Heidi Bienvenida
Heidi Bienvenida (Heidi, bienvenida a casa) è una telenovela argentina prodotta da Mondo TV Iberoamerica e Alianza Producciones e creata da Marcela Citterio, che viene trasmessa dal 13 marzo 2017 sul canale latinoamericano Nickelodeon. La storia riprende quella di Johanna Spyri, pubblicata per la prima volta nel 1880 con il titolo di Heidi.

## Trama

### Prima stagione
Heidi è una ragazza, orfana di madre e padre, che vive felicemente in montagna con suo nonno (conosciuto anche come L'Orco della montagna) e i suoi amici: Pedro, Emma, i suoi più vicini conoscenti e Diego, il fratello più piccolo dei due. Inoltre, Heidi ama la natura e gli animali di cui è circondata. Tutto cambia quando un giorno arriva la zia Dete, una donna che si è sempre disinteressata alla nipote e che vuole portare Heidi in città con l'obiettivo di tornare a far sorridere Clara Sesemann, una ragazza affetta da agorafobia da quando la madre, otto anni prima, ha abbandonato la casa e il marito, il signor Sesemann. Così, Heidi si trasferisce nella nuova casa assieme al suo coniglio, di nome Nicanor, un animale particolare che si trasforma e parla, ma solo con la sua padrona. Insieme a loro vivono anche la signorina Rottermeier, l'istitutrice di Clara e Boris, un agente in incognito.
Con il passare del tempo, anche Pedro, Emma e Diego, insieme ad alcuni animali portati per sbaglio dalla montagna, si trasferiscono in città, nell'abitazione del signor Sesemann, visto anche che la casa in montagna dei tre fratelli è stata distrutta da un albero.

### Seconda stagione
Con un piano escogitato da Dete e dal signor Coniglio, Heidi fa ritorno insieme ai suoi amici in città. Qui aiuta Coco, una nuova conoscente, a superare la sua fobia di non riuscire ad esprimersi in pubblico e a cantare insieme al suo gruppo musicale, "The Rabbit Band". Nella cittadina incontra nuovi amici e fin da subito nota un cambiamento: non è più il signor Sesemann a gestire la villa, ma il signor Coniglio e con quest'ultimo vivono molte persone provenienti da Conigliopolis. Nonostante la curiosità di questi nuovi cambiamenti, Heidi nuoce un senso di nostalgia nei confronti degli avvenimenti passati, ma che faranno sì che sia pronta ad affrontare nuove avventure.

## Puntate
La prima stagione va in onda su Nickelodeon dal 13 marzo 2017, preceduta da un'anticipazione del 10 marzo dello stesso anno sull'applicazione ufficiale Nick App e sul sito mundonick.com. La programmazione dei sessanta episodi si conclude il 2 giugno 2017. La sigla d'apertura è Un lugar mejor, cantata da Chiara Francia, mentre per la chiusura vengono usate diverse canzoni tratte dalla colonna sonora. La seconda stagione viene trasmessa in prima visione assoluta su Ecuador TV, nel territorio ecuadoriano, a partire dal 12 novembre 2018 concludendo la programmazione il 14 febbraio 2019.
In Italia, la serie viene annunciata nel settembre del 2017, mentre i diritti per la produzione di alimenti legati alla telenovela vengono acquistati nel gennaio del 2018 dal gruppo Walcor Corsanini. Heidi Bienvenida viene annunciata ufficialmente nel febbraio del 2018, quando il 24 dello stesso mese la protagonista è ospite al Cinema Plinius insieme al fratello Tiziano e alla madre, Marcela Citterio per incontrare i fan. Durante il viaggio in Italia, la Francia registra alcuni spot per Rai Gulp. Alla fine di marzo viene comunicato che la RAI ha acquistato i diritti per la trasmissione della prima stagione su Rai Gulp, infatti, dal 30 aprile va in onda sul canale tematico, fermandosi alla decima puntata dell'11 maggio 2018 e per poi riprendere a partire dall'11 giugno fino al 4 luglio. Le puntate 29 e 30 vengono trasmesse il 16 e 17 agosto, per poi tornare alla trasmissione delle repliche. Il serial ricomincia il 1º ottobre dalla puntata 31 per concludersi definitivamente il 9 novembre 2018 con la puntata numero 60. In quest'ultima puntata appare in una scena Julián Cerati, in una clip non presente nella versione originale. 
Nel settembre del 2020 viene annunciato da parte di Mondo TV Producciones Canarias la concessione della licenza della trasmissione degli episodi di Heidi Bienvenida al Show a Mondo TV S.p.A. per il territorio italiano, sammarinese e vaticano con la possibilità di vendita ad altri.
La sigla italiana d'apertura è cantata da Deborah Iurato e viene presentata l'8 aprile 2018 al Romics alla presenza della stessa cantante e il 21 luglio 2018 presso il parco divertimenti di Mirabilandia, insieme a Chiara, Victorio e Tiziano che hanno presentato presso il Pepsi Theatre la serie con il trailer e cantando live Juntos a seguire curiosità, foto ed autografi.. La sigla cantata dalla vincitrice della tredicesima edizione del talent show Amici è Nel Posto che Vorrai e si tratta della traduzione italiana di Un lugar mejor, sigla originale cantata da Chiara Francia, protagonista della serie.
In alcuni paesi, come il Messico, le puntate vengono trasmesse anche in versione da 24 minuti per 120 puntate.
| Stagione         | Puntate | Prima TV Originale | Prima TV Italia | Distribuzione Originale | Distribuzione Italia |
| ---------------- | ------- | ------------------ | --------------- | ----------------------- | -------------------- |
| Prima stagione   | 60      | 2017               | 2018            | Nickelodeon             | Rai Gulp             |
| Seconda stagione | 60      | 2018-2019          | inedita         | Ecuador TV              | inedita              |

## Personaggi e interpreti

### Personaggi principali

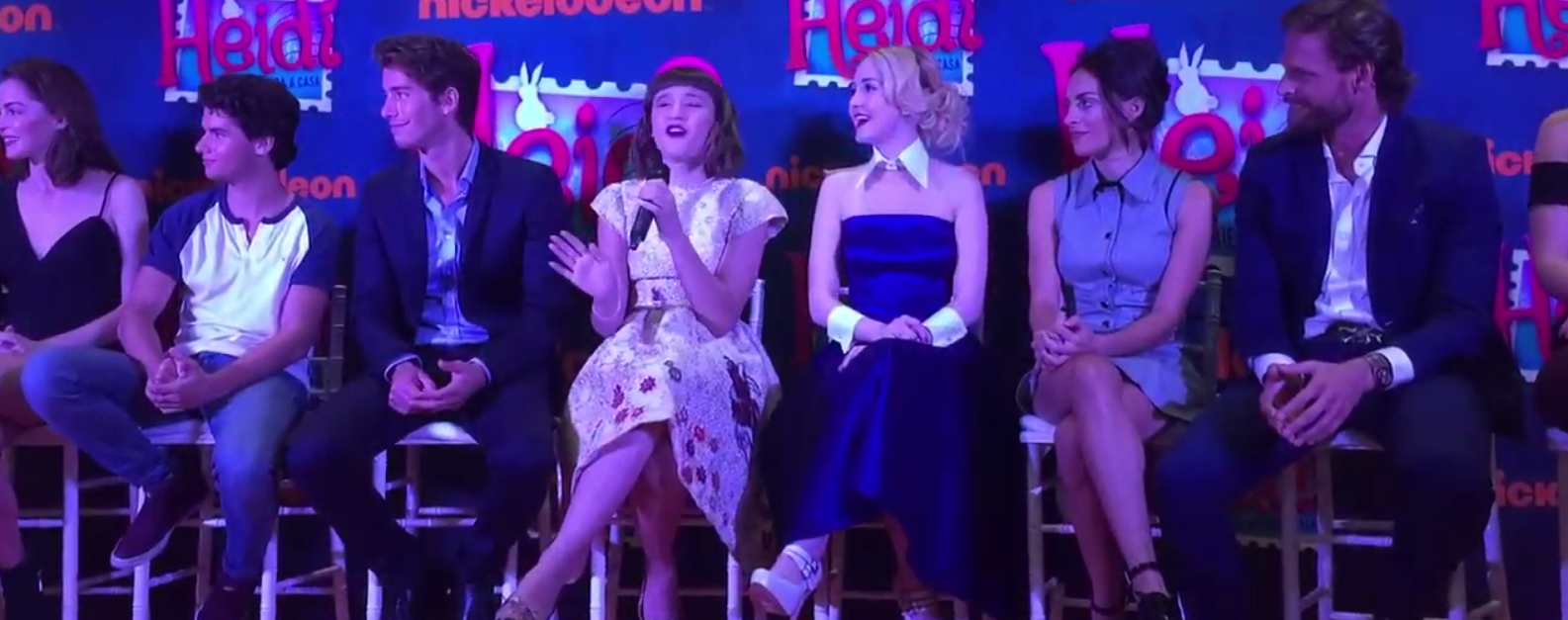
Da sinistra a destra: Melisa Garat, Joaquín Ochoa, Victorio D'Alessandro, Chiara Francia, Mercedes Lambre, Florencia Benítez e Mario Guerci durante una conferenza di presentazione della prima stagione

- Heidi (stagioni 1-2), interpretata da Chiara Francia e doppiata da Monica Volpe.
Ragazzina di 12 anni che vive inizialmente in montagna col nonno, i suoi amici ed alcuni animali, finché non sarà obbligata a trasferirsi in città. È solare, le piace la moda e il canto[2][27].
- Emma Corradi (stagioni 1-2), interpretata da Mercedes Lambre e doppiata da Monica Vulcano.
Migliore amica di Heidi, è una ragazza maldestra che ritiene di non aver tempo per un ragazzo, nonostante ce ne sia uno che le corra dietro. Si occupa dei fratelli minori Pedro e Diego. Quando si trasferisce in città diventa la cameriera della casa del signor Sesemann[2][27].
- Toribio García Le Blanc, interpretato da Victorio D'Alessandro e doppiato da Luca Mannocci.
Soprannominato "Toro", è un ragazzo di 21 anni che scappa di casa per avere maggiore libertà dalla sua fidanzata, sorella e madre. Cercando qualcuno a cui fare lezioni di chitarra, si ritroverà a fare il giardiniere nella casa del signor Sesemann. Figlio di Paulina e Gerardo e fratello di Maxine[2][27][28].
- Santiago Sesemann/Lenny Man (stagione 1), interpretato da Mario Guerci e doppiato da Guido Di Naccio.
Chiamato maggiormente con il nome di Signor Sesemann, è un diplomatico, padre di Clara, nonché proprietario della villa. Insieme ad Heidi, cercherà di fare di tutto affinché la figlia ritorni ad essere felice e ricominci ad uscire di casa. Nei pomeriggi si trasforma in Lenny Man, una rockstar[2][27].
- Signorina Ingrid Rottermeier/Susy Rot (stagione 1), interpretata da Florencia Benítez e doppiata da Laura Amadei.
È l'istitutrice di Clara Sesemann. È una donna molto severa e innamorata ma in segreto, del signor Sesemann[2][27].
- Nicanor/Nicolas (stagione 1-2), interpretato da Eduardo Perez (stagione 2) e doppiato in originale da Rafael Walger (stagione 1) e in italiano da Stefano Onofri (stagione 1).
Nella prima stagione è il coniglio e amico di fiducia di Heidi, nella seconda stagione si trasforma in Nicolas, dopo una delusione d'amore[29].
- Clemente Rex (stagione 1-2), interpretato da Santiago Talledo.
Appare dall'episodio 25 per alcuni episodi come regalo da parte di Mirta per suo figlio, il signor Sesemann.
- Lorenzo (stagione 1-2), interpretato da Joaquín Ochoa e doppiato da Matteo Liofredi.
Soprannominato "Lolo", è il fratello minore di Vicky che ha fin dal primo incontro una forte amicizia con Heidi[27][30].

### Personaggi secondari
- Pedro Corradi (stagione 1-2), interpretato da Francisco Francia e doppiato da Alex Polidori.
Fratello di mezzo di Emma e Diego, nonché migliore amico di Heidi. Farà di tutto per riconciliarsi con Heidi quando questa sarà obbligata ad andare in città[2][27].
- Diego Corradi (stagione 1-2), interpretato da Tiziano Francia e doppiato da Alessandra Cerruti.
Fratello minore di Emma e Diego, è un bambino che ama molto scherzare[27][31].
- Clara Sesemann (stagione 1-2), interpretata da Victoria Ramos e doppiata da Chiara Oliviero.
Figlia del signor Sesemann. Non esce di casa da otto anni, ossia da quando la madre ha lasciato l'abitazione. Non ha amici e inizialmente non vede di buon occhio l'arrivo di Heidi. Soffre di agorafobia[2][27].
- Imanol Conejo (stagione 1-2), interpretato da Nicolás Di Pace e doppiato da Simone Veltroni.
Amico di Emma, per cui ha una cotta. Ha un fratello gemello di nome Oliver[32].
- Morena Suárez  (stagione 1), interpretata da Minerva Casero e doppiata da Giulia Franceschetti[27].
Figlia maggiore di Rita e sorella di Junior. Nemica di Heidi, è nata in città, ma dopo un periodo vissuto a Miami, torna nel paese d'origine[27][30].
- Victoria (stagione 1), interpretata da Yoyi Francella e doppiata da Valentina Perrella.
Soprannominata "Vicky", è impiegata della pasticceria "Dul Dete" e sorella maggiore di Lolo. Caratterialmente è una ragazza dolce[27][30].
- Boris Popof (stagione 1-2), interpretato da Nicolás Riedel e doppiato da Niccolò Guidi.
Autista di villa Sesemann, ma in realtà è un agente segreto: Agente 008 che indaga su chiunque entri nella casa con molto sospetto[27][30].
- Maxine García Le Blanc (stagione 1-2), interpretata da Melisa Garat e doppiata da Ughetta d'Onorascenzo.
Sorella minore di Toribio, figlia di Paulina e Gerardo. Migliore amica di Sol, ama Parigi e talvolta crede di vivere nella città francese, come si nota anche dal suo accento[27][30][33].
- Sol (stagione 1), interpretata da Paulina Patterson e doppiata da Francesca Rinaldi.
Inizialmente è la ragazza di Toribio e farà di tutto per riconquistarlo. È la migliore amica di Maxine[27][30].
- Junior Suárez (stagione 1-2), interpretato da Santiago Achaga e doppiato da Federico Campaiola.
Fratello minore di Morena, figlio di Rita[27][30].
- Abril (stagione 1), interpretata da Sofía Morandi.
Migliore amica di Morena che vive a Miami, luogo in cui fa vari provini per entrare nel mondo dello spettacolo[34].
- Rita Suárez (stagione 1), interpretata da Sol Estevanez e doppiata da Stella Gasparri.
Nuova vicina del signor Sesemann, di cui si innamora. Madre di Morena e Junior[27][30][35].
- Paulina Le Blanc de García (stagione 1-2), interpretata da Adriana Salonia e doppiata da Cinzia Villari.
Madre di Toribio e Maxine e moglie di Gerardo[27][33].
- Dete (stagione 1-2), interpretata da Mónica Bruni e doppiata da Daniela Debolini.
Zia di Heidi e proprietaria della pasticceria "Dul Dete"[27][30].
- Ulisse (in originale: Ulises), interpretato da Daniel Campomenosi e doppiato da Massimo Corizza.
Appare dall'episodio quattro, in cui si scopre essere il nuovo e misterioso cuoco della famiglia Sesemann[27][36].
- Nonno (in originale: Abuelo) (stagione 1-2), interpretato da Fernando Fernández e doppiato da Antonio Angrisano.
Soprannominato dai compaesani l'orco della montagna, è il nonno di Heidi con cui vive, finché la ragazza non verrà costretta al trasferimento in città. Non è molto stimato dai cittadini della montagna[2][27].
- Pietro Sorba, interpretato da Pietro Sorba.
È un cuoco che appare per la prima volta nell'episodio nove, invitato dal signor Sesemann, per realizzare il sogno di Ulisse[35].
- Sheila, interpretata da Marger Sealy.
Innamorata di Lenny Man[33].
- Gerardo García, interpretato da Pepe Monje e doppiato da Lorenzo Profita.
Padre di Toribio e Maxine e marito di Paulina. Amico del signor Sesemann, è un imprenditore[37].
- Coco Conejo (stagione 2), interpretata da Connie Isla.
Inizialmente nemica di Heidi, appena scopre l'aiuto che quest'ultima ha dato a Clara la vuole per superare la sua fobia. Ha una sorella gemella[38].
- Mia Conejo (stagione 2), interpretata da María José Pescador.
Figlia minore di Sr. Conejo, l'unica che non ha una gemella. Ama i fantasmi ed è nemica di Heidi[39].
- Muñeca Cucú  (stagione 2), interpretata da Josefina Galli.
Sorella minore di Manuel. Ha un negozio di bambole nella cittadina[40].
- Manuel Cucú (stagione 2), interpretato da Nicolas Lorenzón.
L'orologiaio di Sr. Conejo, fratello maggiore di Muñeca, rimasti orfani[41].
- John Flowers (stagione 2), interpretato da Imanol Rodríguez.
Stilista e proprietario del negozio Flowers Style. Vive nell'ostello di Paulina. Amico di Rex e Manuel[42].
- Brigitte Rottermeier (stagione 2), interpretata da Angeles Diaz Colodrero.
Nuova istitutrice della famiglia di Sr. Conejo e preside della Conejo Music School, è la sorella di Ingrid. Ha un carattere diverso rispetto a sua sorella.  Infatti, non ha alcuna intenzione di sposarsi con nessuno[43].
- Melody (stagione 2), interpretata da Julieta Luciani.
Figlia di Sandy. Le piace studiare e vuole diventare una scienziata. Ha un interesse per Diego[44].
- Felicitas Le Blanc (stagione 2), interpretata da Josefina Willa.
Cugina di Maxine e nipote di Paulina. Lavora nella pasticceria della cittadina. Frequenta la Conejo Music School[45].
- Sandy Montecristo (stagione 2), interpretata da Julieta Ortega.
Dentista del Paseo de las Zanahorias. Il cognome "Montecristo" non è reale, ma utilizzato solo per vendicarsi di Sr. Conejo[46]. È la madre di Melody[44].
- Sr. Conejo (stagione 2), interpretato da Martín Ruiz.
Nuovo proprietario della villa, nonché padre di Oliver, Imanol, Coco, Sissi e Mia. Innamorato di Sandy Montecristo[47].

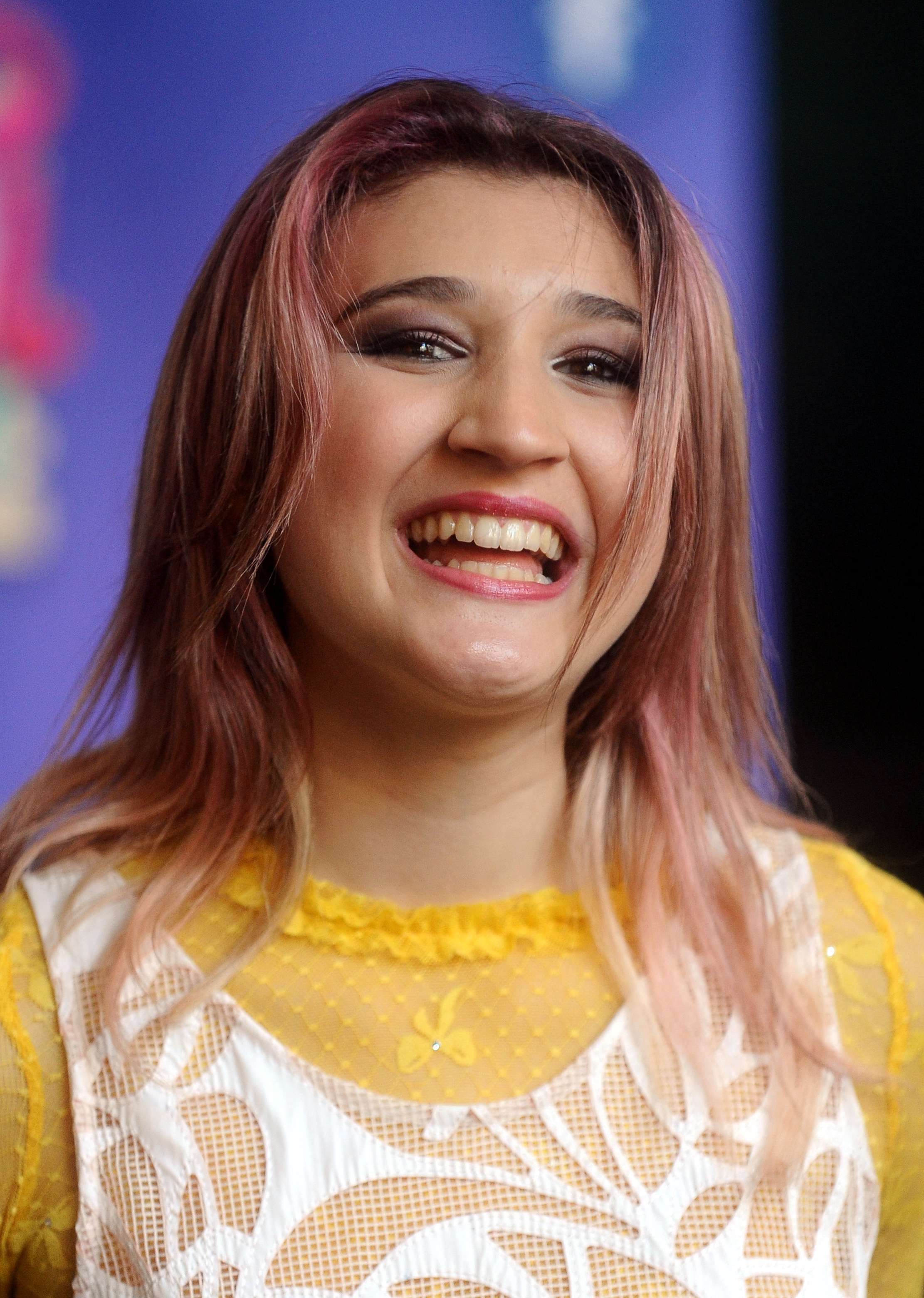
Chiara Francia interpreta Heidi
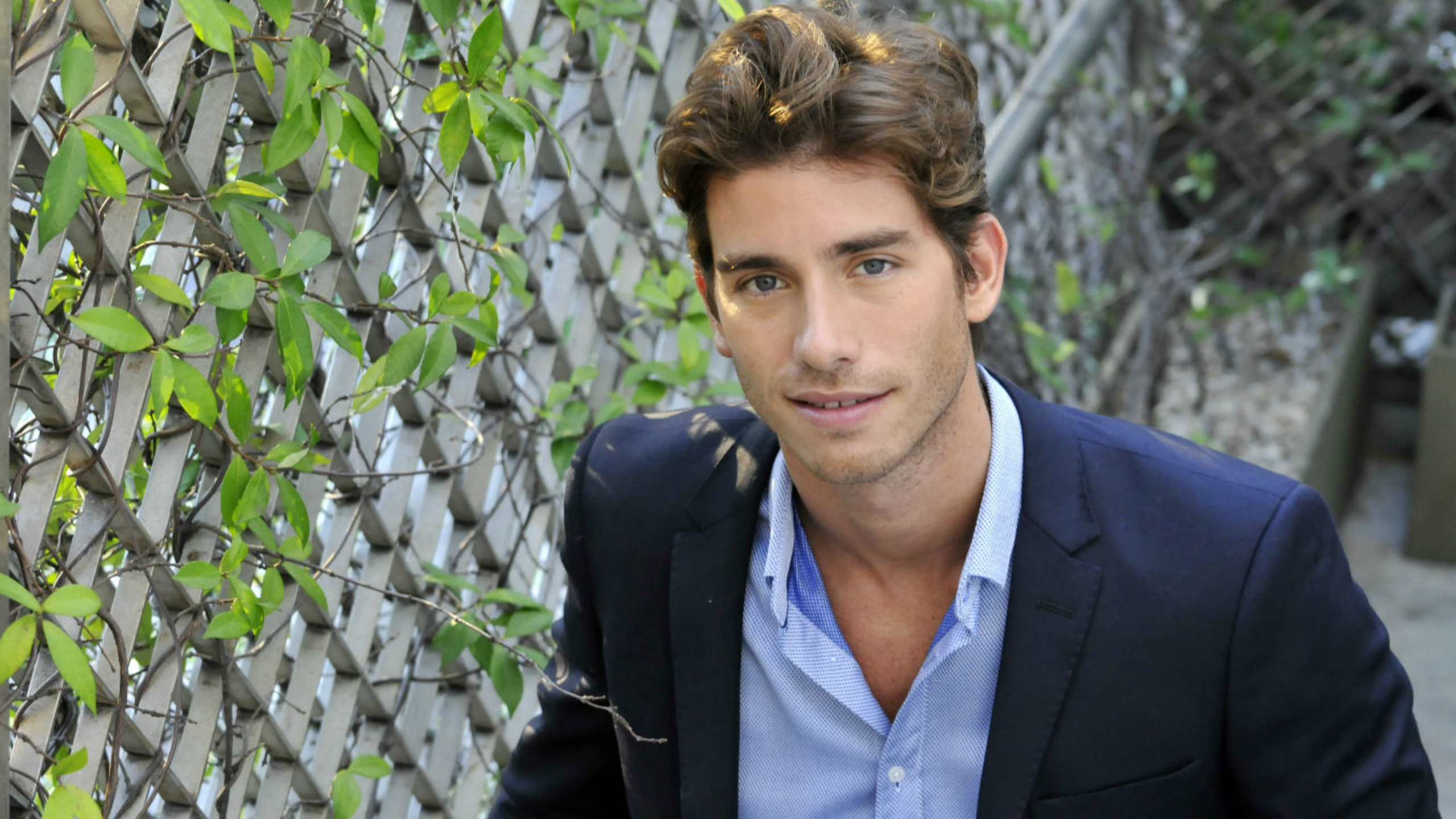
Victorio D'Alessandro interpreta Toro

## Produzione

### Prima stagione

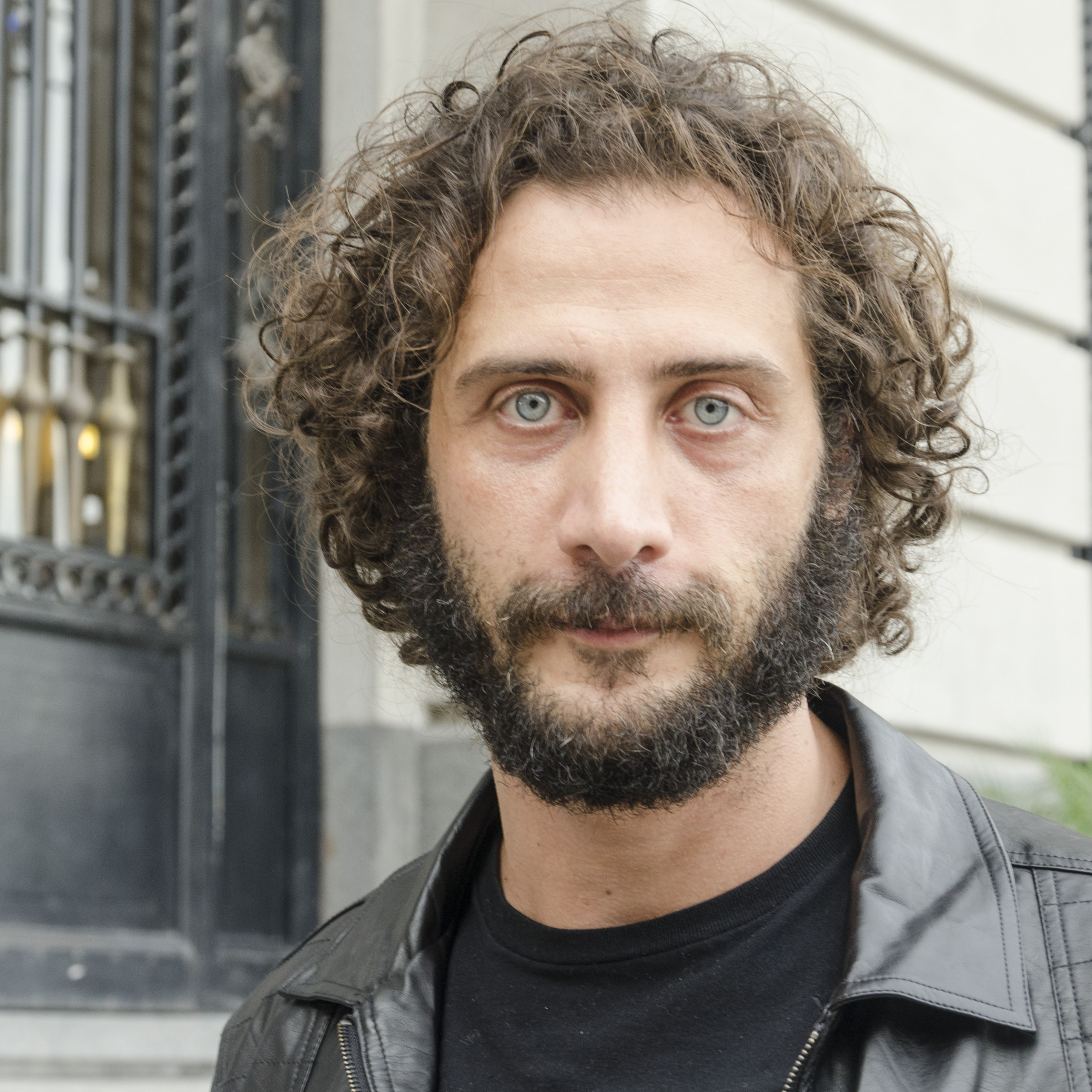
Luciano Cáceres è apparso nel trailer

Nel 2015 viene registrato un trailer di una serie dal titolo Heidi, Bienvenida a casa, con sceneggiatura di Marcela Citterio, in cui appaiono: Chiara Francia, interpretando Heidi, Luciano Cáceres, come il padre di Clara, Florencia Benítez, nella parte dell'istitutrice Rottenmeier, Santiago Talledo, nella parte di colui che ufficialmente sarà Toribio, Candela Vetrano, come Clara, Santiago Ramundo, Mónica Bruni, come la zia Dete e altri attori. Nella clip si può vedere la protagonista Heidi che inizialmente vive in montagna e poi si trasferisce in città, obbligata dalla zia. Il logo è diverso da quello ufficiale e la data di programmazione è prevista per la primavera del 2016, con sessanta episodi da quarantacinque minuti, prodotti da Mondo TV Iberoamerica (al tempo Mondo TV Spain). Nel cast iniziale ci sono anche Leonora Balcarce, Fernando Francia e Johanna Francella.
Nell'aprile 2016 il gruppo italiano Mondo TV e Alianzas Producciones annunciano, in occasione del MIPTV annuale, una co-produzione per la realizzazione del serial TV Heidi, bienvenida a casa. L'obiettivo è quello di creare una nuova opera di genere commedia, musicale e umoristica, unendo le nuove tecnologie e cambiando, in parte, la trama originaria; oltre ad inserire nuovi personaggi come quelli di Maxine, Bruno e Nano. Il serial si trovava in frase di pre-produzione, con trasmissione prevista per gennaio 2017. Il 18 maggio la telenovela viene presentata ai L.A. Screenings di Los Angeles, come parte del catalogo di Mondo TV Iberoamerica e tra il 21 e il 23 dello stesso mese viene, invece, proposta al Licensing International Expo negli Stati Uniti d'America, annunciando che i produttori erano in stato di negoziazione con alcune emittenti per la trasmissione della telenovela. Nel luglio viene comunicato che sono cominciate le riprese dei primi venti episodi negli studi Central Park di Celina Amadeo, siti a Martinez nella capitale argentina, Buenos Aires; annunciando anche che la trasmissione avverrà dal marzo 2017. 

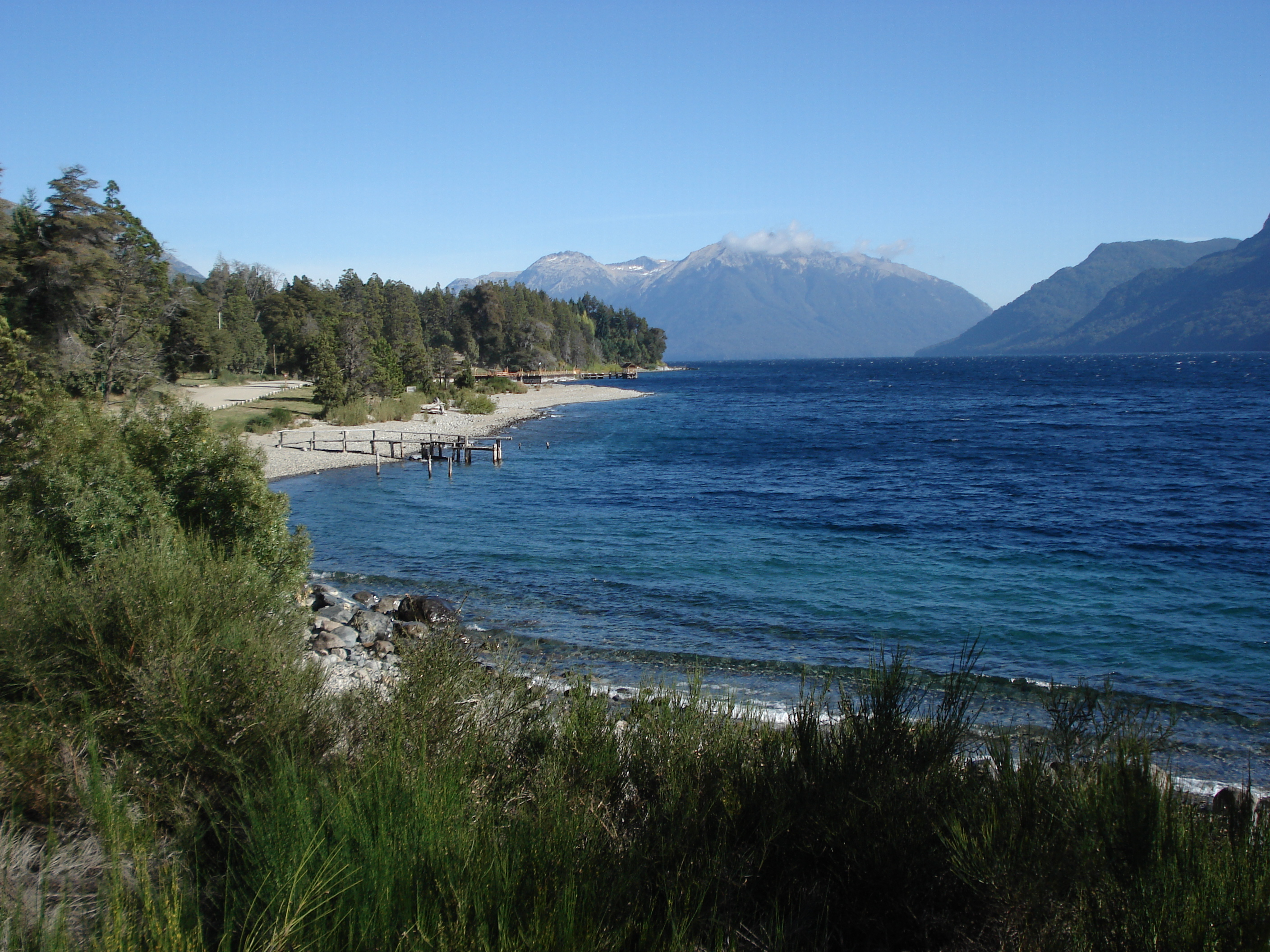
Villa Traful viene utilizzata come luogo di riprese

Nell'ottobre del 2016 Mondo TV Iberoamerica annuncia che la telenovela si trova in fase di produzione e viene presentata in occasione del Brand Licensing Europe tra l'11 e il 13. Nello stesso mese Matteo Corradi, amministratore delegato di Mondo TV, conferma ai MIPCOM il canale di trasmissione, ossia il canale latinoamericano Nickelodeon e il cast ufficiale, cambiato rispetto a quelli del trailer tranne per la protagonista, Chiara Francia, Tiziano Francia, Mónica Bruni, Johanna Francella e Florencia Benítez. La serie viene accolta positivamente in occasione del contest. Oltre alle riprese a Buenos Aires, un altro luogo di registrazione è la Patagonia, dove è ambientato "Conigliopolis", ossia il posto dove vive inizialmente Heidi. Questa regione dell'America meridionale è stata la prima location per le riprese della serie. Tra i posti utilizzati ci sono le catene montuose e bacini d'acqua di Villa Traful. Un altro luogo di riprese è Villa La Angostura. L'11 ottobre 2016 viene confermato l'inizio ufficiale delle registrazioni. Tra il 16 e il 18 novembre il serial TV viene proposto al MIP Cancún 2016.
Heidi, bienvenida a casa è la prima co-produzione tra Mondo TV Iberoamerica e Alianzas Producciones e il primo non cartone prodotto da Mondo TV. La telenovela è stata scritta dalla Citterio in collaborazione con Marisa Milanesio, Claudia Morales e Julieta Steinberg. Intanto, vengono confermate una seconda e terza stagione del serial, la prima prevista per la fine del 2017 e la seconda per il 2018 per un totale su tutto il serial di 180 episodi (60 a stagione). La programmazione della prima stagione viene preceduta da diverse anticipazioni, tra cui il 22 febbraio 2017 viene presentato al pubblico il videoclip Pienso di Victorio D'Alessandro.
Dal 3 al 6 aprile la serie è presente al MIPTV di Cannes come parte dei programmi di Mondo TV Iberoamerica e nuovamente nel maggio al Licensing International Expo del 2017.

### Seconda stagione

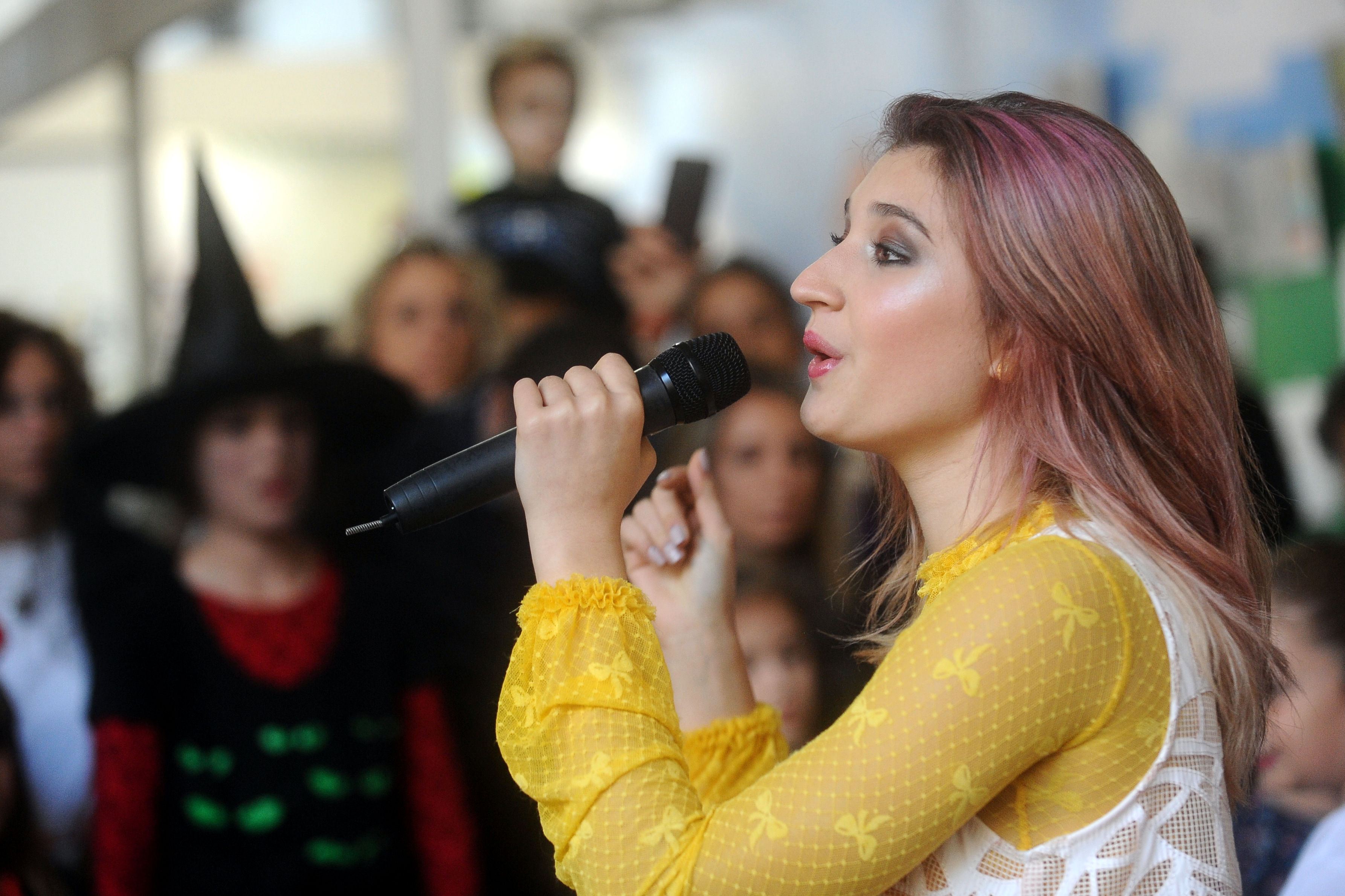
Chiara Francia in un'esibizione durante il Lucca Comics & Games 2018

Nei primi mesi del 2017 viene confermata la produzione di una seconda e una terza stagione. Le riprese della seconda parte iniziano nei primi mesi del 2017 e finiscono tra maggio e giugno dello stesso anno per quanto riguarda le esterne nel sud dell'Argentina, mentre il 1º agosto 2017 le altre. Durante l'ottobre del 2017 la serie viene presentata al MIPCOM, mentre dal 15 al 17 novembre sia la prima che la seconda stagione vengono presentate all'edizione annuale del MIPCANCÚN. Tra la fine del 2017 e l'inizio del 2018 vengono pubblicati alcuni trailer che anticipano la seconda serie. Le riprese della seconda stagione si concludono nel dicembre del 2017.
Tra il 16 e il 18 gennaio del 2018 la telenovela è presente al NATPE di Miami. Nell'aprile del 2018 Heidi, bienvenida a casa viene presentata al MIPTV, confermando l'uscita di una versione cinematografica del serial. Invece, il 21 luglio la protagonista Chiara Francia, la cantante Deborah Iurato (interprete della sigla italiana) e Victorio D'Alessandro sono stati ospiti a Mirabilandia per un live e firmacopie, registrando il sold out al teatro principale del parco. Il 24 dello stesso mese la Francia, insieme al fratello Tiziano, la madre Marcela Citterio, il padre Javier Francia (nonché produttore della serie) e Victorio D'Alessandro partecipano al Giffoni Film Festival, con la visione di un nuovo episodio, varie interviste e un'esibizione sul Blue Carpet della manifestazione. Agli inizi di ottobre la serie è nuovamente presentata all'edizione del MIPCOM. Invece, il 1º novembre 2018 la protagonista Chiara Francia è presente al Lucca Comics & Games, mentre tre giorni dopo è a Milano per un firmacopie del disco e del libro.
La seconda stagione vede la luce il 12 novembre 2018 sul canale ecuadoriano Ecuador TV per un totale di sessanta puntate. Il nome del serial viene cambiato in Heidi, bienvenida al Show. La produzione è sempre a carico di Mondo TV Iberoamerica e Alianza Producciones e come sceneggiatrice Marcela Citterio. Nel cast entrano nuovi attori come Connie Isla, Maria José Pescador, Nicolás Lorenzon, Martin Ruiz, Eduardo Perez e Julieta Ortega. La prima e la seconda parte vengono presentate al NATPE dal 22 al 24 gennaio 2019.
In Italia la seconda stagione non ha mai visto luce. I diritti per la trasmissione nel territorio italiano sono stati venduti nel novembre del 2020.

## Differenze con il racconto

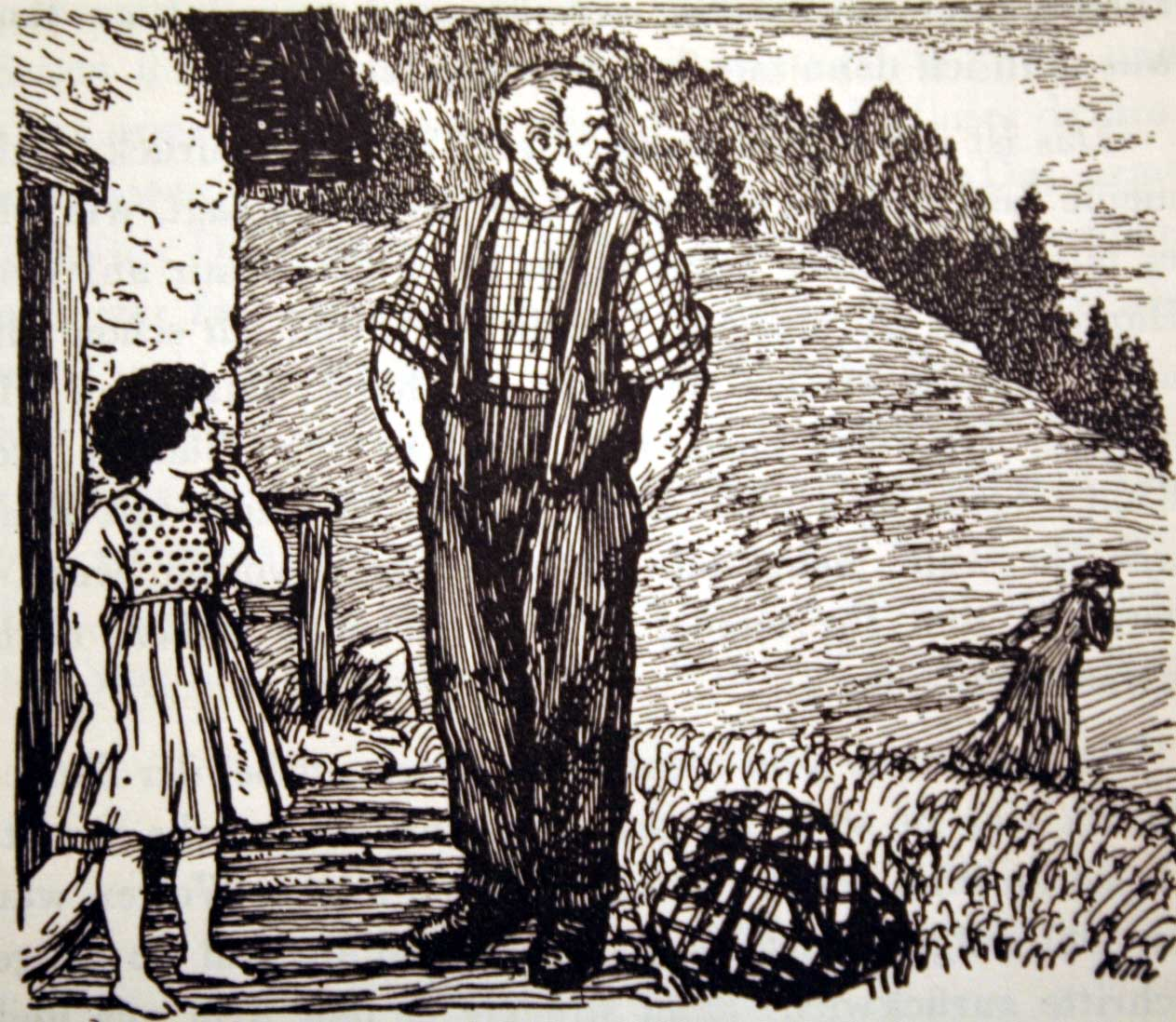
Heidi e il nonno in una illustrazione di Rudolf Münger

Rispetto alla versione letteraria della scrittrice Spyri, Heidi, bienvenida a casa presenta alcune differenze. Nel caso del serial TV, Clara non ha una disabilità, ma soffre di agorafobia. Inoltre, Heidi non è una bambina, ma una pre-adolescente di 12 anni a cui piacciono la moda e il canto. Il personaggio di Peter nella serie della Citterio si chiama Pedro. La signorina Rottermeier non appare zitella come nel racconto del 1880, ma giovane e con voglia di innamorarsi.
Al centro della telenovela ci sono poi anche le nuove tecnologie come gli smartphone, computer e i social media, specialmente per quanto riguarda i personaggi che vivono già in città. Il posto di montagna in cui vive il nonno di Heidi (qui chiamato anche con l'appellativo di orco della montagna e non il vecchio delle Alpi) si chiama "Conigliopolis".
In Heidi Bienvenida ci sono anche più personaggi rispetto alla storia originale.

## Discografia
Dalla serie è uscita il 9 agosto 2017 la colonna sonora, comprendente due dischi, con venticinque canzoni dal titolo Heidi, bienvenida a casa. Le canzoni sono cantate dalla maggior parte degli attori della serie, tra cui Chiara Francia e Mercedes Lambre. Sono sia canzone tratta dalla serie che dalla versione teatrale.
La produzione dell'album è a carico di Martín Della Nina, mentre la co-produzione è di Sebastián De La Riega. Il disco è disponibile anche attraverso alcune piattaforme online.
Il 7 giugno del 2018 viene annunciato che Mondo TV Iberoamerica ha stretto un accordo con Sony Music per la distribuzione della colonna sonora del serial TV, con eventuale opzione per la seconda stagione. La colonna sonora viene messa in commercio il 14 settembre dello stesso anno.
| Anno | Dettagli |
| ---- | --- |
| 2017 | Heidi Bienvenida - Nel posto che vorrai - Pubblicazione: 9 agosto 2017 (in Italia il 14 settembre 2018) - Formati: CD, download digitale - Etichetta: Alianza Producciones ( Argentina)/Sony Music e Mondo TV( Italia) |

## Adattamento teatrale

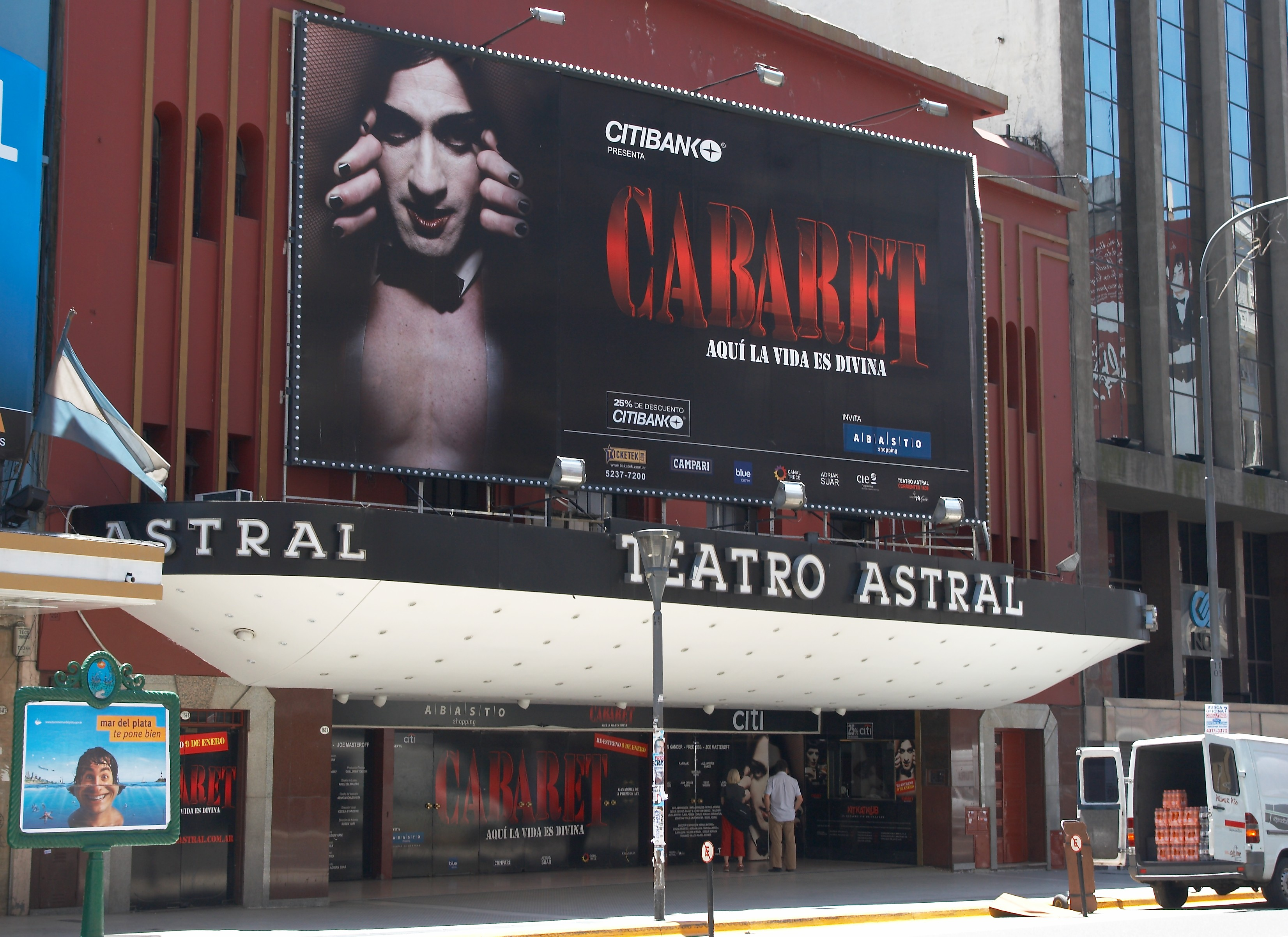
Il Teatro Astral che ha ospitato la rappresentazione

Il 17 e 18 giugno 2017 è stato presentato l'adattamento teatrale del serial TV al Teatro Astral di Buenos Aires, con quota 1200 persone per spettacolo. Il cast è composto da Chiara Francia, Mercedes Lambre, Victorio D'Alessandro, Joaquín Ochoa, Minerva Casero, Adriana Salonia, Vicky Ramos, Sofía Morandi, Melisa Garat, Santiago Achaga, Francisco Francia, Tiziano Francia, Nicolás Riedel, Paulina Patterson, Nicolás Di Pace e Rafael Walger negli stessi ruoli interpretati nella serie TV. La produzione è carico di Javier Francia e Carlos Wernli. La costumista è María Pryor. Il personaggio del nonno appare solamente nello sfondo, mentre quello di Toro, interpretato da D'Alessandro, recita solo nel finale dello spettacolo.
In questa versione, Heidi lascerà la montagna, obbligata dalla zia Dete, per vivere in città, lasciando i suoi amici, gli animali e il nonno. Dopo varie avventure in città, farà ritorno nel paese d'origine.
L'adattamento è stato accolto come "regolare" da Juan Garff del quotidiano argentino La Nación, affermando che la rappresentazione appare un po' forzata. Secondo Clarín, tra gli attori che spiccano di più sul palco si trovano Mercedes Lambre e Minerva Casero. Punta di nota è anche il vestiario, affermando inoltre "anche se talvolta meno spettacolare, in confronto al competitore Disney, è un primo approccio al teatro per questa telenovela, che si riunisce per la prima volta con i molti spettatori".

## Pubblicazioni letterarie
Il 23 maggio 2017 Mondo TV Iberoamerica annuncia di aver concluso un accordo con Panini per la pubblicazione di libri e riviste nel territorio europeo, latinoamericano, spagnolo e portoghese, previsti per il 2018. Il primo libro, dal titolo Heidi, bienvenida a casa. Conoce el mundo de Heidi, viene pubblicato in Argentina e Colombia per Altea.
Il 26 giugno vengono messi in commercio i libri Heidi Bienvenida. Il libro creativo, dove vengono presentati i personaggi del serial TV e Heidi Bienvenida. Fan book, con oggetti legati alla serie, entrambi per l'editrice Mondadori, come definito da accordo tra Mondo TV Iberoamerica e la casa editrice nel dicembre del 2017. Invece, dal 30 ottobre 2018 viene pubblicato il novel Heidi Bienvenida. Amici, musica e magia!, per la medesima casa editrice.
Dal 6 agosto 2018 è disponibile nelle edicole il bimestrale di enigmistica sulla serie, pubblicato per le Edizioni Play Press. Nel novembre del 2018 vengono presentate, in occasione del Lucca Comics & Games, la rivista e l'album di figurine collezionabili da parte dell'editore Panini, messe in vendita nelle rivendite di giornali. Lo sticker album è composto da 32 pagine, in cui vengono presentati i personaggi della serie attraverso le immagini e le informazioni.
L'azienda produttrice della telenovela ha anche firmato un contratto con Random House per la pubblicazione di alcuni libri correlati alla serie.

## Trasposizione cinematografica
Durante il MIPTV dell'aprile 2018 viene annunciata l'uscita di una versione cinematografica del serial TV, la prima per Mondo TV che produce insieme ad Alianzas Producciones. La sceneggiatura è a carico di Marcela Citterio. La trama si concentra sulla vita di Heidi prima dell'arrivo in città. Il 4 luglio 2018, Chiara Francia pubblica un post sul suo account Instagram con un fotogramma tratto dal film, in cui appaiono lei e l'attore Julián Cerati che interpreterà Franco. Il 15 settembre dello stesso anno viene annunciato, tramite un post sulla pagina ufficiale Facebook, l'inizio ufficiale delle registrazioni che si concludono nella prima metà dell'ottobre successivo. Tra i luoghi utilizzati per le riprese c'è Cogua, un comune della Colombia. Il lungometraggio ha come titolo Inolvidable Heidi, ma non è stato mai pubblicato.
I diritti del film risultano essere venduti per il territorio italiano ed asiatico.

## Riconoscimenti
Kids' Choice Awards Argentina
- 2017 - Candidatura come attrice preferita a Mercedes Lambre.
- 2017 - Candidatura come attore preferito a Joaquín Ochoa.
- 2017 - Candidatura come programma o serie preferito.
- 2017 - Candidatura come ragazzo trendy a Victorio D'Alessandro.
- 2017 - Candidatura come Ship Nick a Boxine (Nicolás Riedel & Melisa Garat - Boris e Maxine).
- 2017 - Candidatura come Ship Nick a Claribio (Victoria Ramos & Victorio D'Alessandro - Clara e Toribio).
- 2017 - Candidatura come instagrammer preferita a Sofía Morandi.
- 2017 - Preselezione come attore preferito a Victorio D'Alessandro.
- 2017 - Preselezione come attrice preferita a Chiara Francia.
- 2017 - Preselezione come ragazza trendy a Melisa Garat.

Kids' Choice Awards Colombia
- 2017 - Candidatura come attrice preferita a Mercedes Lambre.
- 2017 - Preselezione come attore preferito a Victorio D'Alessandro.
- 2017 - Preselezione come attrice preferita a Chiara Francia.
- 2017 - Preselezione come programma favorito.

Kids' Choice Awards México
- 2017 - Candidatura come programma preferito.
- 2017 - Preselezione come attrice preferita a Chiara Francia.
- 2017 - Preselezione come attrice preferita a Mercedes Lambre.
- 2017 - Preselezione come attore preferito a Victorio D'Alessandro.

Sassi d'oro
- 2018 - Miglior produzione di serie TV per ragazzi.

PRODU Awards
- 2019 - Candidatura come serie giovanile-infantile.

## Distribuzioni internazionali
Oltre alla trasmissione su Nickelodeon nei paesi Argentina, Cile, Venezuela, Colombia, Perù, Repubblica Dominicana, Messico, Uruguay, Bolivia, Honduras, Costa Rica ed Ecuador, la telenovela viene trasmessa anche negli Stati indicati nella seguente tabella.
La società produttrice, Mondo TV Iberoamerica annuncia il 18 settembre 2018 la conclusione di un accordo con la società Godigital, Inc che permette la trasmissione del serial televisivo attraverso il servizio Netflix in America Latina, Germania, Portogallo, Italia, Spagna, Francia, Canada e Stati Uniti d'America per la durata totale di ventotto mesi, tranne per Canada e Italia. Heidi Bienvenida viene resa disponibile nella piattaforma online il 15 maggio 2019 con i primi 30 episodi della prima stagione in America del Nord, America Latina, Irlanda, Italia, Regno Unito e Spagna. Tra ottobre e novembre sono stati pubblicati i restanti episodi che compongono la prima stagione.
La trasmissione in Spagna, avvenuta dal 28 gennaio 2019 sul canale Disney Channel viene sospesa il 1º aprile dello stesso anno per continuare sull'applicazione per dispositivi mobili della rete televisiva, così come per la seconda stagione. Quest'ultima viene trasmessa anche dal canale israeliano Yes Kidz, a partire dal settembre 2019 e dalla venezuelana Televen. Inoltre, nonostante un iniziale annuncio di pubblicazione sulla piattaforma di Netflix, viene diffusa a partire dal 6 novembre 2020 su Amazon Prime Video per il territorio latinoamericano.
Nel dicembre del 2020, Mondo TV Iberoamérica annuncia la stipula di un accordo di vendita per la trasmissione della prima stagione del serial nella tv pubblica colombiana Señal Colombia. Durante il mese di novembre 2022 viene siglato un accordo per i diritti del serial TV con Canela Media per i territori statunitensi di lingua spagnola e dell'America Latina.
| Paese           | Canale/i              | Data di debutto  | Fonte           |
| --------------- | --------------------- | ---------------- | --------------- |
| Bolivia         | Red UNO               | 26 agosto 2017   | [ 133 ] [ 134 ] |
| Costa Rica      | Teletica              |                  | [ 133 ]         |
| Ecuador         | Ecuador TV            | 13 agosto 2018   | [ 135 ] [ 136 ] |
| El Salvador     | Canal 21              | 3 febbraio 2018  | [ 133 ] [ 137 ] |
| Israele         | Yes Kidz              | 3 settembre 2017 | [ 138 ] [ 139 ] |
| Italia          | Rai Gulp              | 30 aprile 2018   | [ 140 ]         |
| Mauritius       | MBC Mauritius         | 31 dicembre 2018 | [ 141 ] [ 142 ] |
| Messico         | a+                    | 24 luglio 2017   | [ 138 ] [ 143 ] |
| Perù            | Latina                | 27 ottobre 2018  | [ 144 ] [ 145 ] |
| Rep. Dominicana | Colorvisión           | 12 marzo 2018    | [ 133 ] [ 146 ] |
| Russia          | CTC LOVE              | 19 agosto 2017   | [ 138 ] [ 147 ] |
| Spagna          | Disney Channel Spagna | 28 gennaio 2019  | [ 148 ]         |
| Venezuela       | Televen               | dicembre 2018    | [ 149 ]         |

## Accoglienza
Heidi Bienvenida ha ottenuto un gran successo in patria per la versione televisiva, nonostante, prima della messa in onda, fu criticata dai fan di Nickelodeon. Nel territorio italiano ha raggiunto particolare successo per quanto riguarda i dati d'ascolto delle puntate, diventando uno dei programmi più visti del canale, e dei vari videoclip trasmessi durante la programmazione della rete televisiva. La prima puntata in questa nazione ha raggiunto picchi di oltre 80.000 telespettatori. Il serial ha raggiunto anche risultati di gradimento sul canale israeliano Yes Kidz.
Durante le riprese della serie, l'Asociación Argentina de Actores (letteralmente: Associazione Argentina degli Attori) denuncia un caso di sfruttamento minorile. Infatti, alcuni delegati dell'associazione presenti il 21 ottobre 2017 durante le registrazioni affermano che si stavano svolgendo le riprese senza autorizzazione dal Ministero del lavoro e che il contratto collettivo nazionale del lavoro 322/75 preveda il sabato come giorno non lavorativo per i minorenni.